# Guanal 3ra. Sección
Guanal 3ra. Sección är en ort i Mexiko.   Den ligger i kommunen Jalapa och delstaten Tabasco, i den sydöstra delen av landet, 700 km öster om huvudstaden Mexico City. Guanal 3ra. Sección ligger 14 meter över havet och antalet invånare är 365.
Terrängen runt Guanal 3ra. Sección är mycket platt. Runt Guanal 3ra. Sección är det ganska tätbefolkat, med 52 invånare per kvadratkilometer. Närmaste större samhälle är Río de Teapa, 10,2 km norr om Guanal 3ra. Sección. Trakten runt Guanal 3ra. Sección består till största delen av jordbruksmark.